# Ammopiptanthus mongolicus
Ammopiptanthus mongolicus là một loài thực vật có hoa trong họ Đậu. Loài này được (Kom.) S.H.Cheng miêu tả khoa học đầu tiên.